# براكاج بالمغربية
براكاج بالمغربية هو فيلم كوميدي مغربي صد سنة 2019، من إخراج أحمد الطاهري الإدريسي، وبطولة كل من فاطمة الزهراء بناصر، ونور الدين بكر، وكريم السعيدي، وبديعة الصنهاجي.

## القصة
يحكي الفيلم قصة عائلة فقيرة تسكن في حي صفيحي يتطلع أفرادها إلى حياة أفضل عبر امتلاك شقة ضمن السكن الاقتصادي، وهو حلم لن يتحقق إلا باقتحام وكالة بنكية للضغط على مديرها للحصول على قرض.

## روابط خارجية
- براكاج بالمغربية.. فيلم سينمائي كوميدي حول محنة الأسر الكادحة مع الكريدي